# Welsh Premier League (2018/2019)
Welsh Premier League 2018/2019 (znana jako  JD Welsh Premier League ze względów sponsorskich) był 27. sezonem najwyższej klasy rozgrywkowej w Walii, ostatnim pod tą nazwą. Od sezonu 2019/2020 liga przyjęła nazwę Cymru Premier.
Sezon został otwarty 10 sierpnia 2018 r., a zakończył się 19 maja 2019 r. finałem baraży o miejsce w eliminacjach do Ligi Europy UEFA.
Mistrzem po raz trzynasty, a ósmy z rzędu został zespół The New Saints F.C..

## Skład ligi w sezonie 2018/2019
W lidze rywalizowało dwanaście drużyn – dziesięć drużyn z poprzedniego sezonu i po jednej z Cymru Alliance oraz Welsh Football League Division One:
Caernarfon Town (mistrz Cymru Alliance) i Llanelli (mistrz Welsh Football League Division One).
Caernarfon Town ostatni raz grał w najwyższej klasie rozgrywkowej w sezonie 2008/2009.
Llanelli Town to nowa drużyna, zastępująca oryginalną Llanelli AFC, która spadła z ligi w sezonie 2012/2013,
Pierwotny klub został zlikwidowany 22 kwietnia 2013 r. w Sądzie Najwyższym w Londynie w następstwie petycji złożonej przez HM Revenue and Customs z powodu długów w wysokości 21 000 funtów.
Drużyny te zastąpiły Prestatyn Town ostatnią drużynę sezonu 2017/2018 oraz
Bangor City zdegradowane z powodów licencyjnych.
| Uczestnicy poprzedniej edycji | Uczestnicy poprzedniej edycji   | Uczestnicy poprzedniej edycji | Uczestnicy poprzedniej edycji |
| --- | ------------------------------- | ----------------------------- | ----------------------------- |
| TNS | The New Saints F.C.             | Oswestry                      | 1                             |
| CQN | Connah’s Quay Nomads F.C.       | Connah’s Quay                 | 3                             |
| BAL | Bala Town                       | Bala                          | 4                             |
| CDR | Cefn Druids                     | Cefn Mawr, Wrexham            | 5                             |
| CMU | Cardiff Metropolitan University | Cardiff                       | 6                             |
| BAR | Barry Town United               | Barry                         | 7                             |
| NTW | Newtown A.F.C.                  | Newtown                       | 8                             |
| ABE | Aberystwyth Town F.C.           | Aberystwyth                   | 9                             |
| LND | Llandudno                       | Llandudno                     | 10                            |
| CMR | Carmarthen Town                 | Carmarthen                    | 11                            |
| Awans z Cymru Alliance 2017/18 |                                 |                               |                               |
| CAE | Caernarfon Town                 | Caernarfon                    | 1                             |
| Awans z Welsh Football League Division One 2017/18                                                                                                |                                 |                               |                               |
| LLA | Llanelli Town A.F.C.            | Llanelli                      | 1                             |
| Oznaczenia: - kolumna pierwsza – skróty nazw drużyn, - kolumna trzecia – siedziba klubu, - kolumna czwarta – miejsce zajęte w poprzednim sezonie. |                                 |                               |                               |

## Runda zasadnicza

### Tabela
| Lp. | Drużyna                         | M  | Z  | R | P  | Bramki | Bramki | Różn. | Pkt | Uwagi                   |
| --- | ------------------------------- | -- | -- | - | -- | ------ | ------ | ----- | --- | ----------------------- |
| 1   | Barry Town                      | 22 | 15 | 2 | 5  | 40     | 31     | +9    | 47  | Championship Conference |
| 2   | The New Saints F.C.             | 22 | 14 | 4 | 4  | 63     | 12     | +51   | 46  | Championship Conference |
| 3   | Connah’s Quay Nomads F.C.       | 22 | 14 | 3 | 5  | 59     | 23     | +36   | 45  | Championship Conference |
| 4   | Newtown A.F.C.                  | 22 | 10 | 6 | 6  | 38     | 29     | +9    | 36  | Championship Conference |
| 5   | Caernarfon Town                 | 22 | 9  | 7 | 6  | 32     | 26     | +6    | 34  | Championship Conference |
| 6   | Bala Town                       | 22 | 10 | 4 | 8  | 43     | 38     | +5    | 34  | Championship Conference |
| 7   | Cardiff Metropolitan University | 22 | 9  | 3 | 10 | 35     | 31     | +4    | 30  | PlayOff Conference      |
| 8   | Aberystwyth Town F.C.           | 22 | 8  | 3 | 11 | 26     | 43     | −17   | 27  | PlayOff Conference      |
| 9   | Carmarthen Town                 | 22 | 6  | 6 | 10 | 30     | 42     | −12   | 24  | PlayOff Conference      |
| 10  | Cefn Druids                     | 22 | 5  | 6 | 11 | 26     | 40     | −14   | 21  | PlayOff Conference      |
| 11  | Llanelli Town A.F.C.            | 22 | 4  | 3 | 15 | 21     | 70     | −49   | 15  | PlayOff Conference      |
| 12  | Llandudno                       | 22 | 2  | 5 | 15 | 17     | 45     | −28   | 11  | PlayOff Conference      |

### Wyniki
| Gospodarz \ Gość                | ABE | BAL | BAR | CAE | CMR | CMU | CDR | CQN | LND | LLA | NTW | TNS |
| Aberystwyth Town F.C.           |     | 3:2 | 0:1 | 0:0 | 1:4 | 1:1 | 0:2 | 1:6 | 1:0 | 3:1 | 0:2 | 1:0 |
| Bala Town                       | 2:3 |     | 0:1 | 1:3 | 3:0 | 2:1 | 2:1 | 2:1 | 2:1 | 3:1 | 3:2 | 1:1 |
| Barry Town United               | 2:1 | 3:2 |     | 2:1 | 2:1 | 1:0 | 2:1 | 2:0 | 2:1 | 5:2 | 4:1 | 0:2 |
| Caernarfon Town                 | 4:0 | 2:2 | 0:1 |     | 2:0 | 3:1 | 1:0 | 0:0 | 3:3 | 3:0 | 0:3 | 0:3 |
| Cardiff Metropolitan University | 2:3 | 3:0 | 3:0 | 0:1 |     | 1:1 | 1:0 | 1:3 | 0:1 | 4:0 | 2:1 | 4:1 |
| Carmarthen Town                 | 2:2 | 1:2 | 2:3 | 4:3 | 2:0 |     | 2:3 | 3:2 | 0:0 | 2:0 | 3:0 | 0:3 |
| Cefn Druids                     | 1:0 | 2:2 | 2:5 | 1:1 | 1:1 | 4:0 |     | 1:2 | 2:1 | 2:3 | 1:1 | 0:3 |
| Connah’s Quay Nomads F.C.       | 2:1 | 4:1 | 2:2 | 0:1 | 6:1 | 3:1 | 3:1 |     | 3:0 | 6:0 | 3:1 | 1:0 |
| Llandudno                       | 0:1 | 2:4 | 2:0 | 1:1 | 0:3 | 1:2 | 0:0 | 0:4 |     | 1:2 | 0:0 | 0:4 |
| Llanelli Town A.F.C.            | 1:3 | 1:7 | 1:1 | 2:2 | 0:2 | 1:1 | 2:0 | 0:7 | 2:1 |     | 1:3 | 0:2 |
| Newtown A.F.C.                  | 2:1 | 2:0 | 2:0 | 2:0 | 2:1 | 1:1 | 1:1 | 1:1 | 3:1 | 7:1 |     | 1:1 |
| The New Saints F.C.             | 6:0 | 0:0 | 5:1 | 0:1 | 1:1 | 6:0 | 7:0 | 3:0 | 6:1 | 5:0 | 4:0 |     |

## Runda finałowa

### Tabela
| Lp.                     | Drużyna                             | M  | Z  | R | P  | Bramki | Bramki | Różn. | Pkt | Uwagi                                       |
| ----------------------- | ----------------------------------- | -- | -- | - | -- | ------ | ------ | ----- | --- | ------------------------------------------- |
| Championship Conference |                                     |    |    |   |    |        |        |       |     |                                             |
| 1                       | The New Saints F.C. (M) (P)         | 32 | 23 | 5 | 4  | 99     | 16     | +83   | 74  | Liga Mistrzów UEFA • I runda kwalifikacyjna |
| 2                       | Connah’s Quay Nomads F.C.           | 32 | 19 | 5 | 8  | 76     | 33     | +43   | 62  | Liga Europy UEFA • I runda kwalifikacyjna   |
| 3                       | Barry Town                          | 32 | 17 | 5 | 10 | 54     | 51     | +3    | 56  | Liga Europy UEFA • Runda wstępna            |
| 4                       | Caernarfon Town (B)                 | 32 | 13 | 7 | 12 | 45     | 47     | −2    | 46  |                                             |
| 5                       | Newtown A.F.C. (B)                  | 32 | 13 | 7 | 12 | 53     | 56     | −3    | 46  |                                             |
| 6                       | Bala Town (B)                       | 32 | 13 | 5 | 14 | 55     | 63     | −8    | 44  |                                             |
| PlayOff Conference      |                                     |    |    |   |    |        |        |       |     |                                             |
| 7                       | Cardiff Metropolitan University (B) | 32 | 16 | 3 | 13 | 53     | 40     | +13   | 51  | Liga Europy UEFA • Runda wstępna            |
| 8                       | Aberystwyth Town F.C.               | 32 | 13 | 5 | 14 | 44     | 61     | −17   | 44  |                                             |
| 9                       | Carmarthen Town1                    | 32 | 12 | 6 | 14 | 49     | 53     | −4    | 39  |                                             |
| 10                      | Cefn Druids                         | 32 | 10 | 9 | 13 | 43     | 49     | −6    | 39  |                                             |
| 11                      | Llandudno (S)                       | 32 | 5  | 7 | 20 | 33     | 65     | −32   | 22  | Spadek do Cymru North                       |
| 12                      | Llanelli Town A.F.C. (S)            | 32 | 4  | 4 | 24 | 31     | 101    | −70   | 16  | Spadek do Cymru South                       |

### Wyniki
| Gospodarz \ Gość          | BAL | BAR | CAE | CQN | NTW | TNS |
| Bala Town                 |     | 2:5 | 1:0 | 1:4 | 2:2 | 0:7 |
| Barry Town United         | 0:2 |     | 4:0 | 1:1 | 1:3 | 0:4 |
| Caernarfon Town           | 1:0 | 2:0 |     | 1:0 | 4:1 | 0:3 |
| Connah’s Quay Nomads F.C. | 1:0 | 1:1 | 6:2 |     | 2:0 | 0:2 |
| Newtown A.F.C.            | 2:3 | 3:0 | 3:2 | 1:2 |     | 0:6 |
| The New Saints F.C.       | 3:1 | 2:2 | 3:1 | 1:0 | 5:0 |     |
| Championship Conference   |     |     |     |     |     |     |

| Gospodarz \ Gość                | ABE | CMR | CMU | CDR | LND | LLA |
| Aberystwyth Town F.C.           |     | 2:0 | 3:2 | 0:0 | 1:1 | 3:2 |
| Cardiff Metropolitan University | 1:0 |     | 1:0 | 3:0 | 3:0 | 3:2 |
| Carmarthen Town                 | 6:2 | 1:0 |     | 0:1 | 2:0 | 3:1 |
| Cefn Druids                     | 3:1 | 3:1 | 0:1 |     | 2:2 | 0:0 |
| Llandudno                       | 1:2 | 1:2 | 3:1 | 0:5 |     | 4:2 |
| Llanelli Town A.F.C.            | 2:4 | 0:4 | 0:3 | 1:3 | 0:4 |     |
| PlayOff Conference              |     |     |     |     |     |     |

## European Playoffs

### Drabinka
|  | Półfinał | Półfinał                        | Półfinał |                                 |       | Finał     | Finał | Finał |  |
|  |          |                                 |          |                                 |       |           |       |       |  |
|  | 5        | Newtown A.F.C.                  | 1        |                                 |       |           |       |       |  |
|  | 5        | Newtown A.F.C.                  | 1        |                                 |       |           |       |       |  |
|  | 6        | Bala Town                       | 2        |                                 |       |           |       |       |  |
|  | 6        | Bala Town                       | 2        |                                 | 6     | Bala Town | 1 (1) |       |  |
|  |          |                                 |          |                                 | 6     | Bala Town | 1 (1) |       |  |
|  |          |                                 | 7        | Cardiff Metropolitan University | 1 (3) |           |       |       |  |
|  | 4        | Caernarfon Town                 | 7        | Cardiff Metropolitan University | 1 (3) | 2         |       |       |  |
|  | 4        | Caernarfon Town                 |          |                                 |       |           |       |       |  |
|  | 7        | Cardiff Metropolitan University | 3        |                                 |       |           |       |       |  |

### Półfinały
| 10 maja 2019 | Newtown A.F.C.    | 1:2   | Bala Town                                |                                                      |
| 20:45        | Joe Kenton 89'    | (0:1) | 40' Kieran Smith · 53' Henry Lloyd Jones | Latham Park, Newtown Widzów: 424 Sędzia: Kevin Parry |
| 20:45        | Neil Mitchell 76' | (0:1) | 57' Nathan Burke · 90' Danny Gosset      | Latham Park, Newtown Widzów: 424 Sędzia: Kevin Parry |

| 11 maja 2019 | Caernarfon Town                                | 2:3   | Cardiff Metropolitan University                                               |                                                                     |
| 20:30        | Darren Wyn Thomas 19' · Nathan Lee Craig 90+2' | (1:1) | 38' Christopher Neil Alan Baker · 68' Adam Roscrow · 82' Kyle McCarthy        | The Oval (Caernarfon, Gwynedd) Widzów: 1280 Sędzia: Simon Lee Evans |
| 20:30        | Nathan Lee Craig 90+3'                         | (1:1) | 45+5' Kyle McCarthy · 55' Emlyn Jones Lewis · 85' Christopher Neil Alan Baker | The Oval (Caernarfon, Gwynedd) Widzów: 1280 Sędzia: Simon Lee Evans |

### Finał
| 19 maja 2019 | Bala Town                                                                | 1:1 k. 1:3    | Cardiff Metropolitan University                                       |                                                                       |
| 18:15        | Henry Lloyd Jones 20'                                                    | (1:1, k. 1:3) | 24' Eliot Evans                                                       | Stadion The Oval (Caernarfon, Gwynedd) Widzów: 623 Sędzia: Dean Jones |
| 18:15        | Chris Venables 39' · Stuart Jones 70'                                    | (1:1, k. 1:3) | 59' William Albert Evans                                              | Stadion The Oval (Caernarfon, Gwynedd) Widzów: 623 Sędzia: Dean Jones |
| 18:15        | · Nathan Burke · Christopher Venables · Michael Hayes · Anthony Stephens | Rzuty karne   | · Kyle McCarthy · Dylan Rees · Will Evans · Emlyn Lewis · Eliot Evans | Stadion The Oval (Caernarfon, Gwynedd) Widzów: 623 Sędzia: Dean Jones |

## Najlepsi w sezonie
| Trener        | Scott Ruscoe   | The New Saints F.C.       |
| Zawodnik      | Michael Bakare | Connah’s Quay Nomads F.C. |
| Młodzieżowiec | Momodou Touray | Barry Town                |

Źródło: clwbpeldroed.org.

## Jedenastka sezonu
| Pozycja   | Zawodnik        | Drużyna                         |
| --------- | --------------- | ------------------------------- |
| Bramkarz  | Paul Harrison   | The New Saints F.C.             |
| Obrońca   | Ryan Valentine  | Bala Town                       |
| Obrońca   | Joel Edwards    | Cardiff Metropolitan University |
| Obrońca   | Andrew Burns    | Bala Town                       |
| Obrońca   | Laurence Wilson | Connah’s Quay Nomads F.C.       |
| Pomocnik  | Jon Routledge   | The New Saints F.C.             |
| Pomocnik  | Alec Mudimu     | Cefn Druids                     |
| Pomocnik  | Steven Leslie   | Newtown A.F.C.                  |
| Pomocnik  | Danny Redmond   | The New Saints F.C.             |
| Pomocnik  | Luke Bowen      | Carmarthen Town                 |
| Napastnik | Greg Draper     | The New Saints F.C.             |

Źródło: clwbpeldroed.org.

## Lista strzelców

### Runda zasadnicza
| Zawodnik       | Drużyna                   | Bramki |
| -------------- | ------------------------- | ------ |
| Steven Tames   | Bala Town                 | 17     |
| Greg Draper    | The New Saints F.C.       | 15     |
| Liam Thomas    | Carmarthen Town           | 12     |
| Michael Bakare | Connah’s Quay Nomads F.C. | 11     |
| Nathan Craig   | Caernarfon Town           | 11     |
| Callum Morris  | Connah’s Quay Nomads F.C. | 11     |
| Nick Rushton   | Newtown A.F.C.            | 10     |
| Momodou Touray | Barry Town                | 10     |
| Michael Wilde  | Connah’s Quay Nomads F.C. | 10     |

### Runda finałowa
| Zawodnik       | Drużyna                         | Bramki |
| -------------- | ------------------------------- | ------ |
| Greg Draper    | The New Saints F.C.             | 12     |
| Liam Thomas    | Carmarthen Town                 | 11     |
| Adam Roscrow   | Cardiff Metropolitan University | 9      |
| Ryan Brobbel   | The New Saints F.C.             | 6      |
| Jack Kenny     | Cefn Druids                     | 6      |
| Kurtis Byrne   | The New Saints F.C.             | 5      |
| Geoff Kellaway | Aberystwyth Town F.C.           | 5      |
| Kayne McLaggon | Barry Town                      | 5      |
| Chris Venables | Bala Town                       | 5      |

### Razem
| Zawodnik       | Drużyna                         | Bramki |
| -------------- | ------------------------------- | ------ |
| Greg Draper    | The New Saints F.C.             | 27     |
| Liam Thomas    | Carmarthen Town                 | 23     |
| Steven Tames   | Bala Town                       | 17     |
| Michael Bakare | Connah’s Quay Nomads F.C.       | 14     |
| Adam Roscrow   | Cardiff Metropolitan University | 14     |
| Nathan Craig   | Caernarfon Town                 | 13     |
| Momodou Touray | Barry Town                      | 13     |
| Michael Wilde  | Connah’s Quay Nomads F.C.       | 13     |

## Trenerzy, kapitanowie i sponsorzy
| Drużyna                         | Trener                        | Kapitan           | Sponsor techniczny | Sponsor strategiczny                   |
| ------------------------------- | ----------------------------- | ----------------- | ------------------ | -------------------------------------- |
| Aberystwyth Town F.C.           | Neville Powell Matthew Bishop | Declan Walker     | Acerbis            | Cambrian Tyres                         |
| Bala Town                       | Colin Caton                   | Chris Venables    | Macron             | Aykroyd’s                              |
| Barry Town                      | Gavin Chesterfield            | Jordan Cotterill  | Macron             | RIM Motors, LDS Motor Factors          |
| Caernarfon Town                 | Sean Eardley                  | Nathan Craig      | Erreà              | Gofal Bro Cyf., Parc Gwêl y Fenai      |
| Cardiff Metropolitan University | Christian Edwards             | Bradley Woolridge | Erreà              | Cardiff Metropolitan University        |
| Carmarthen Town                 | Neil Smothers                 | Lee Surman        | Legea              | ATB Davies & Son, Castell Howell Foods |
| Cefn Druids                     | Huw Griffiths                 | Neil Ashton       | Erreà              | Wrexham Lager                          |
| Connah’s Quay Nomads F.C.       | Andy Morrison                 | George Horan      | Macron             | Gap Personnel                          |
| Llandudno                       | Iwan Williams                 | Danny Hughes      | Adidas             | Bengal Dynasty                         |
| Llanelli Town A.F.C.            | Andy Hill                     | Joe Clarke        | Macron             | Gravell’s Motors                       |
| The New Saints F.C.             | Scott Ruscoe                  | Paul Harrison     | Legea              | RUK Group                              |
| Newtown A.F.C.                  | Chris Hughes                  | Jay Denny         | Erreà              | Nidec Corporation                      |

## Stadiony
| Aberystwyth Town F.C.           | Bala Town            | Barry Town          | Caernarfon Town           |
| ------------------------------- | -------------------- | ------------------- | ------------------------- |
| Park Avenue                     | Maes Tegid           | Jenner Park Stadium | The Oval                  |
| Pojemność: 2500                 | Pojemność: 1500      | Pojemność: 2450     | Pojemność: 3000           |
|                                 |                      |                     |                           |
| Cardiff Metropolitan University | Carmarthen Town      | Cefn Druids         | Connah’s Quay Nomads F.C. |
| Cyncoed Campus                  | Richmond Park        | The Rock (stadium)  | Deeside Stadium           |
| Pojemność: 1875                 | Pojemność: 2500      | Pojemność: 2500     | Pojemność: 2500           |
|                                 |                      |                     |                           |
| Llandudno                       | Llanelli Town A.F.C. | Newtown A.F.C.      | The New Saints F.C.       |
| Park MBi Maesdu                 | Stebonheath Park     | Latham Park         | Park Hall                 |
| Pojemność: 1013                 | Pojemność: 3700      | Pojemność: 5000     | Pojemność: 1500           |
|                                 |                      |                     |                           |